# 布拉格兰湖
布拉格兰湖（Lake Burragorang）也作巴勒戈兰湖，是澳大利亚新南威尔士州中东部一座水库，由沃勒甘巴坝（1960年建成）拦截科克斯河（Coxs River）、Wollondilly River 等河流蓄水而成。湖水出流后形成霍克斯伯里河支流沃勒甘巴河。湖泊面积88平方公里，平均水深23米。水库有发电和防洪之利。